# Sixième circonscription de la Haute-Savoie
La sixième circonscription de la Haute-Savoie est l'une des six circonscriptions législatives françaises que compte le département de la Haute-Savoie (74) situé en région Auvergne-Rhône-Alpes.

## Historique
La sixième circonscription de la Haute-Savoie est créée par l'ordonnance no 2009-935 du 29 juillet 2009, ratifiée par le Parlement français le 21 janvier 2010. La première élection du député de cette circonscription a lieu lors des élections législatives de 2012.

## Description géographique
Lors de sa création, elle regroupe les cantons suivants :
- Canton de Chamonix-Mont-Blanc
- Canton de Cluses
- Canton de Saint-Gervais-les-Bains
- Canton de Sallanches
- canton de Samoëns
- Canton de Scionzier
- canton de Taninges.

Depuis la réorganisation territoriale de 2015, elle comprend les cantons suivants :
- Canton de Cluses
- Canton du Mont-Blanc
- Canton de Sallanches.

## Historique des députations
| Législature | Début de mandat | Fin de mandat | Député         | Parti politique | Observations                                                                           |
| ----------- | --------------- | ------------- | -------------- | --------------- | -------------------------------------------------------------------------------------- |
| XIVe        | 20 juin 2012    | 20 juin 2017  | Sophie Dion    | LR              |                                                                                        |
| XVe         | 21 juin 2017    | 21 juin 2022  | Xavier Roseren | LREM            |                                                                                        |
| XVIe        | 22 juin 2022    | 9 juin 2024   | Xavier Roseren | RE              | Mandat écourté à la suite d'une dissolution parlementaire décidée par Emmanuel Macron. |

## Historique des élections

### Élections de 2012
| Candidat       | Candidat            | Parti                        | Premier tour | Premier tour | Second tour | Second tour |  |
| Candidat       | Candidat            | Parti                        | Voix         | %            | Voix        | %           |  |
| -------------- | ------------------- | ---------------------------- | ------------ | ------------ | ----------- | ----------- |  |
|                | Marie-France Marcos | PRG (EÉLV, PS)               | 9 373        | 22,63        | 15 649      | 42,24       |  |
|                | Sophie Dion élue    | UMP                          | 9 295        | 22,44        | 21 395      | 57,76       |  |
|                | Dominique Martin    | RBM (FN)                     | 6 027        | 14,55        |             |             |  |
|                | Georges Morand      | diss. UMP                    | 4 636        | 11,19        |             |             |  |
|                | Jean-Marc Peillex   | PRV                          | 4 433        | 10,7         |             |             |  |
|                | Loïc Hervé          | NC                           | 2 384        | 5,76         |             |             |  |
|                | Gilbert Perrin      | FG (PCF) (PG)                | 1 934        | 4,67         |             |             |  |
|                | Philippe Deparis    | CpF (Divers droite) (MoDem), | 1 450        | 3,5          |             |             |  |
|                | Alain Burtin        | LS                           | 579          | 1,4          |             |             |  |
|                | Corinne Baro        | MÉI                          | 514          | 1,24         |             |             |  |
|                | Elsa Rinck          | LT-LNÉ                       | 512          | 1,24         |             |             |  |
|                | Denise Gomez        | LO                           | 140          | 0,34         |             |             |  |
|                | Romain Fromaget     | DLR                          | 139          | 0,34         |             |             |  |
|                |                     |                              |              |              |             |             |  |
| Inscrits       | Inscrits            | Inscrits                     | 75 888       | 100,00       | 75 879      | 100,00      |  |
| Abstentions    | Abstentions         | Abstentions                  | 34 056       | 44,88        | 37 673      | 49,65       |  |
| Votants        | Votants             | Votants                      | 41 832       | 55,12        | 38 206      | 50,35       |  |
| Blancs et nuls | Blancs et nuls      | Blancs et nuls               | 416          | 0,99         | 1 162       | 3,04        |  |
| Exprimés       | Exprimés            | Exprimés                     | 41 416       | 99,01        | 37 044      | 96,96       |  |

### Élections de 2017
|                                                                                |                                                                                        |                           |                           |                          |                          |
|                                                                                |                                                                                        | Premier tour 11 juin 2017 | Premier tour 11 juin 2017 | Second tour 18 juin 2017 | Second tour 18 juin 2017 |
|                                                                                |                                                                                        |                           |                           |                          |                          |
|                                                                                |                                                                                        | Nombre                    | % des inscrits            | Nombre                   | % des inscrits           |
| Inscrits                                                                       | Inscrits                                                                               | 78 938                    | 100,00                    | 78 941                   | 100,00                   |
| Abstentions                                                                    | Abstentions                                                                            | 42 617                    | 53,99                     | 47 760                   | 60,50                    |
| Votants                                                                        | Votants                                                                                | 36 321                    | 46,01                     | 31 181                   | 39,50                    |
|                                                                                |                                                                                        |                           | % des votants             |                          | % des votants            |
| Bulletins blancs                                                               | Bulletins blancs                                                                       | 343                       | 0,94                      | 1 693                    | 5,43                     |
| Bulletins nuls                                                                 | Bulletins nuls                                                                         | 147                       | 0,40                      | 544                      | 1,74                     |
| Suffrages exprimés                                                             | Suffrages exprimés                                                                     | 35 831                    | 98,65                     | 28 944                   | 92,83                    |
|                                                                                |                                                                                        |                           |                           |                          |                          |
| Candidat Étiquette politique (partis et alliances)                             | Candidat Étiquette politique (partis et alliances)                                     | Voix                      | % des exprimés            | Voix                     | % des exprimés           |
|                                                                                |                                                                                        |                           |                           |                          |                          |
|                                                                                | Xavier Roseren La République en marche                                                 | 12 311                    | 34,36                     | 16 356                   | 56,51                    |
|                                                                                | Sophie Dion (députée sortante) Les Républicains (Union des démocrates et indépendants) | 8 976                     | 25,05                     | 12 588                   | 43,49                    |
|                                                                                | Frédéric Champly Divers                                                                | 4 728                     | 13,20                     |                          |                          |
|                                                                                | Karam Aoun Front national                                                              | 3 239                     | 9,04                      |                          |                          |
|                                                                                | Sylvie Brianceau La France insoumise                                                   | 2 945                     | 8,22                      |                          |                          |
|                                                                                | Jacques Venjean Europe Écologie Les Verts                                              | 1 626                     | 4,54                      |                          |                          |
|                                                                                | Pierre Biguet Régionaliste (Les voix de Savoie)                                        | 603                       | 1,68                      |                          |                          |
|                                                                                | Charles Hedrich Divers droite                                                          | 514                       | 1,43                      |                          |                          |
|                                                                                | Amélie Sarlin Debout la France                                                         | 496                       | 1,38                      |                          |                          |
|                                                                                | Catherine Derrien Lutte ouvrière                                                       | 202                       | 0,56                      |                          |                          |
|                                                                                | Sébastien Ducrot Divers (Union populaire républicaine)                                 | 191                       | 0,53                      |                          |                          |
| Source : Ministère de l'Intérieur - Sixième circonscription de la Haute-Savoie |                                                                                        |                           |                           |                          |                          |

### Élections de 2022
Les élections législatives françaises de 2022 se déroulent les dimanches 12 et 19 juin 2022.
| Résultats des élections législatives des 12 et 19 juin 2022 de la 6e circonscription de Haute-Savoie |                          |                          |              |              |             |             |
| Candidat                                                                                             | Candidat                 | Parti et coalition       | Premier tour | Premier tour | Second tour | Second tour |
| Candidat                                                                                             | Candidat                 | Parti et coalition       | Voix         | %            | Voix        | %           |
| | Xavier Roseren           | LREM (ENS)               | 11 670       | 32,68        | 19 398      | 63,11       |
| | Dominique Martin         | RN                       | 6 853        | 19,19        | 11 338      | 36,89       |
| | Ahmed Lounis             | LFI (NUPES)              | 6 572        | 18,40        |             |             |
| | Stéphane Lagarde         | SE (EELV diss.)          | 2 790        | 7,81         |             |             |
| | Xavier Chantelot         | LR (UDC)                 | 2 347        | 6,57         |             |             |
| | Virginie Duvillard       | REC                      | 1 643        | 4,60         |             |             |
| | Charles Prats            | UDI                      | 1 365        | 3,82         |             |             |
| | Valérie Dugerdil         | LVS                      | 1 054        | 2,95         |             |             |
| | Laurence Mény            | LP (UPF)                 | 518          | 1,45         |             |             |
| | Sylvain Socquet-Juglard  | AEI                      | 401          | 1,12         |             |             |
| | Noémie Plumier           | PA                       | 340          | 0,95         |             |             |
| | Alexandre Demeure        | LO                       | 160          | 0,45         |             |             |
| Votes valides                                                                                        | Votes valides            | Votes valides            | 35 713       | 98,33        | 30 736      | 91,63       |
| Votes blancs                                                                                         | Votes blancs             | Votes blancs             | 460          | 1,27         | 2 219       | 6,62        |
| Votes nuls                                                                                           | Votes nuls               | Votes nuls               | 146          | 0,40         | 587         | 1,75        |
| Total                                                                                                | Total                    | Total                    | 36 319       | 100          | 33 542      | 100         |
| Abstention                                                                                           | Abstention               | Abstention               | 45 080       | 55,38        | 47 867      | 58,80       |
| Inscrits / participation                                                                             | Inscrits / participation | Inscrits / participation | 81 399       | 44,62        | 81 409      | 41,20       |

### Élections de 2024
Les élections législatives françaises de 2024 se déroulent les dimanches 30 juin et 7 juillet 2024.
| Candidat                 | Candidat                 | Parti et coalition       | Nuances                  | Premier tour | Premier tour | Second tour | Second tour |
| Candidat                 | Candidat                 | Parti et coalition       | Nuances                  | Voix         | %            | Voix        | %           |
| ------------------------ | ------------------------ | ------------------------ | ------------------------ | ------------ | ------------ | ----------- | ----------- |
|                          | Charles Prats            | RAD (RN)                 | UXD                      | 19 639       | 36,21        | 22 041      | 41,16       |
|                          | Xavier Roseren           | RE (ENS)                 | ENS                      | 18 805       | 34,68        | 31 509      | 58,84       |
|                          | Alain Roubian            | PP (NFP)                 | UG                       | 12 039       | 22,20        | Retrait     | Retrait     |
|                          | Cyrille du Peloux        | LR                       | LR                       | 3 135        | 5,78         |             |             |
|                          | Alexandre Demeure        | LO                       | EXG                      | 614          | 1,13         |             |             |
|                          |                          |                          |                          |              |              |             |             |
| Votes valides            | Votes valides            | Votes valides            | Votes valides            | 54 232       | 97,85        | 53 550      | 95,79       |
| Votes blancs             | Votes blancs             | Votes blancs             | Votes blancs             | 904          | 1,63         | 1 884       | 3,37        |
| Votes nuls               | Votes nuls               | Votes nuls               | Votes nuls               | 289          | 0,52         | 472         | 0,84        |
| Total                    | Total                    | Total                    | Total                    | 55 425       | 100          | 55 906      | 100         |
| Abstention               | Abstention               | Abstention               | Abstention               | 26 733       | 32,54        | 26 263      | 31,96       |
| Inscrits / participation | Inscrits / participation | Inscrits / participation | Inscrits / participation | 82 158       | 67,46        | 82 169      | 68,04       |